# Jaume Ribera i Montañá
Jaume Ribera i Montañá   (Sabadell, 30 de desembre de 1953) és un escriptor i guionista català. Ha treballat especialment en el gènere policíac i detectivesc. És conegut principalment com a autor, juntament amb Andreu Martín, de la saga de novel·les del jove detectiu Flanagan.
Va estudiar periodisme, però no va exercir. Escrivint guions de còmic per a l'Editorial Bruguera, entre els quals hi ha diverses històries apòcrifes de Mortadel·lo i Filemó, va conèixer Andreu Martín, amb qui crearia el personatge de Flanagan. De la prolífica col·laboració entre els dos autors n'han sortit els tretze llibres protagonitzats pel personatge, i més novel·les amb altres protagonistes de les quals destaquen les del detectiu Àngel Esquius.

## Obra

### Flanagan
- No demanis llobarro fora de temporada (1987)
- Tots els detectius es diuen Flanagan (1990)
- No te'n rentis les mans Flanagan (1993)
- Flanagan de luxe (1994)
- Alfagann és Flanagan (1996)
- Flanagan Blues Band (1997)
- Flanagan 007 (1998)
- Només Flanagan (2000)
- Els vampirs no creuen en Flanagans (2002)
- El diari vermell de Flanagan (2004)
- Jo tampoc em dic Flanagan (2005)
- Flanagan Flashback (2009)
- Els bessons congelats (2015)

### Altres obres
- La sang del meu germà (1988)
- Viva la Patria (1990)
- Papà no seas cafre (1991)
- Divinas chapuzas (1992)
- Un problema de nassos (1996)

## Premis literaris
- 1989 Premi Nacional de literatura infantil i juvenil de les Lletres Espanyoles per No demanis llobarro fora de temporada
- 1994 Premi Columna Jove per Flanagan de luxe
- 1998 Premi de la Crítica Serra d'Or per Flanagan Blues Band